# HMS Terror (I03)
El HMS Terror (I03) fue un monitor acorazado fuertemente artillado que sirvió a la Real Marina Británica en las dos guerras mundiales.  Constituía clase con el 
Erebus y se destacaban por su particular perfil.
Su nombre en particular así como el de su clase es en recuerdo al buque HMS Terror[cita requerida] que realizó una expedición antártica en 1840 comandada por el capitán James Clark Ross.

## Historia
El HMS Terror fue diseñado como un buque costero de apoyo anfibio y no para ser usado como una unidad de combate naval en alta mar, fue el noveno buque en la Real Marina Británica en llevar este nombre, botada en los astilleros Harland and Wolff en Escocia en 1915, junto con el  Erebus al momento de su botadura eran los monitores más fuertemente artillados del mundo. Su perfil era muy característico al presentar una masiva silueta conferida por su artillería principal situada al medio y ligeramente a proa en una alta torreta sumado a un elevado mástil trípode situado inmmediatamente tras la torre de mando blindada. La torreta y la torre estaban originalmente asignadas al Furious reconvertido más tarde en portaaviones. Asimismo estaba equipado con compartimientos antitorpedo que sería muy eficaz más adelante.
Durante la Primera Guerra Mundial, el HMS Terror participó como un acorazado costero operando contra los alemanes estacionados en Bélgica.  El 19 de octubre de 1917 fue atacado y torpedeado por torpederos alemanes destruyendo parte de sus bulges, pero no hundiéndolo lo que hizo que embarrancara en las costas de Dunkerque para luego ser tomado a remolque y sometido a reparaciones durante tres meses en Portsmouth. En septiembre de ese año junto a su nave gemela presta apoyo artillero en la cuarta Batalla de Ypres. Terminada la contienda pasó a ser usado como buque de entrenamiento artillero y luego pasó a la reserva.
Durante la Segunda Guerra Mundial, el HMS Terror estuvo al mando del comandante Henry John Haynes, quien sería su único comandante en esta época; fue enviado a Singapur en 1939 en apoyo de la política de los cañoneros para luego ser destinado al Mediterráneo, en apoyo de las defensas de la Isla de Malta y en la Operación Compass, apoyando a las 4º y 7ª división acorazada británica contra el ejército italiano apostado en Libia proporcionando bombardeo de cobertura. Adicionalmente sirvió como un buque-cisterna del ejército británico.
El 22 de febrero de 1941, el HMS Terror fue señalado por un Ju-88 de observación en las afueras de Bengasi, su informe radiado motivó la salida de cinco Junkers Ju 88-E con la única finalidad de hundirlo. Lo alcanzaron a 90 millas náuticas al oeste de Tobruk y fue sometido a bombardeo el cual dañó seriamente su popa, hasta tal extremo que se abandonó el buque, se pretendió dar remolque al buque, pero se hundió en la madrugada del 23 de febrero de 1941 a tan solo 15 millas de Darnah en las costas de Libia mientras intentaba alcanzar el puerto de Alejandría en Egipto.

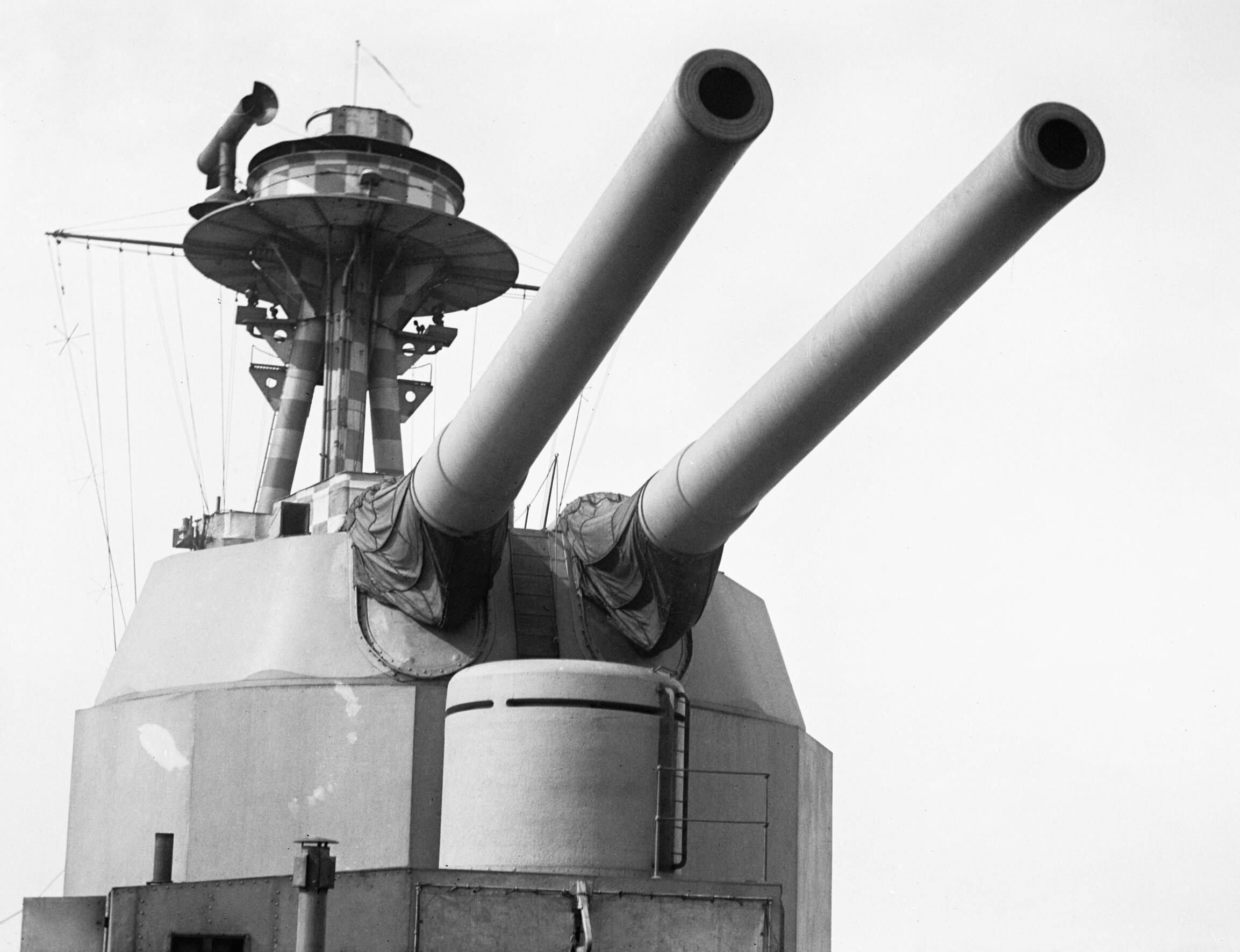
Torreta del HMS Terror con sus dos cañones de 381 mm.